# Theatre of War (jeu vidéo, 1992)
Theatre of War est un jeu vidéo de type wargame conçu par Bill Banks et publié par Three-Sixty Pacific en 1992 sur IBM PC. Il s’agit d’un jeu de stratégie abstrait, dans la lignée des échecs mais se déroulant en temps réel. Il offre trois ensembles différents de pièces de jeu correspondant chacun à une époque : époque ancienne, Première Guerre mondiale et époque moderne. Chaque ensemble possède ses propres caractéristiques inspirés de la nature des guerres aux époques correspondantes,. 

## Accueil
| Theater of War |      |       |
| Média          | Pays | Notes |
| Gen4           | FR   | 70 %  |
| Joystick       | FR   | 73 %  |
| Tilt           | FR   | 15/20 |